# Gary Oldman
Gary Leonard Oldman, Kt (Londres, 21 de março de 1958) é um ator, diretor e produtor cinematográfico britânico, vencedor do Óscar de Melhor Ator pelo seu papel de Winston Churchill no filme Darkest Hour.
Oldman iniciou a sua carreira no teatro em 1979, tendo recebido vários prémios pelos seus papéis. Foi membro da Royal Shakespeare Company e alguns dos seus trabalhos incluem as peças The Massacre at Paris (1980), Entertaining Mr Sloane (1983), The Country Wife (1987) e Hamlet (1987). Oldman conseguiu o seu primeiro papel de protagonista no cinema em 1983 com o filme Meantime e ganhou notoriedade graças ao seu papel de Sid Vicious no filme Sid and Nancy (1986). Ficou também conhecido pelos seus papéis de Joe Orton em Prick Up Your Ears (1987), papel que lhe valeu uma nomeação para os prémios BAFTA, o líder da firma de futebol em The Firm (1989) e Rosencrantz em Rosencrantz & Guildenstern Are Dead (1990). No final dos anos 1980, Gary foi descrito como um membro do "Brit Pack" e o crítico de cinema Roger Ebert afirmou que Oldman era "o melhor jovem ator britânico da atualidade". Nos anos seguintes, Oldman ficou conhecido por interpretar principalmente antagonistas como um gangster em State of Grace (1990), Lee Harvey Oswald em JFK (1991) e Conde Drácula em Bram Stoker's Dracula (1992).
Oldman continuou a interpretar vilões em filmes como True Romance (1993), The Fifth Element (1997), Air Force One (1997) e The Contender (2000) -  filme que lhe valeu uma nomeação para os Screen Actors Guild Awards. Interpretou ainda o agente da DEA, Norman Stansfield em Léon: The Professional (1994), um desempenho que foi considerado por várias publicações um dos seus melhores trabalhos.
No século XXI, os seus papéis mais conhecidos incluem o de Sirius Black na saga Harry Potter, James Gordon na trilogia The Dark Knight, George Smiley em Tinker Tailor Soldier Spy (papel que lhe valeu a sua primeira nomeação para o Óscar), Dreyfus em Dawn of the Planet of the Apes e Winston Churchill em Darkest Hour, esse último lhe garantindo o Oscar de Melhor Ator e vários outros prêmios.
Desde 2022, Gary Oldman interpreta o seu primeiro papel regular numa série de televisão em Slow Horses da Apple TV+.
Para além do seu trabalho como ator, escreveu e dirigiu o filme Nil by Mouth (1997), que venceu dois prémios BAFTA e foi nomeado para a Palma de Ouro no Festival de Cannes. É ainda músico, tocando vários instrumentos, cantando faixas da banda sonora do filme Sid and Nancy, e fazendo dueto com David Bowie na música "You've Been Around".
Considerado por muitos o melhor ator da sua geração, Oldman influenciou atores como Tom Hardy, Hugh Jackman, Michael Fassbender, Brad Pitt, Johnny Depp, Ryan Gosling, Christian Bale, Benedict Cumberbatch e Jessica Chastain, entre outros.
Em junho de 2025, foi condecorado como Cavaleiro pelo Rei Carlos III por seus serviços ao drama.

## Biografia
Gary Oldman nasceu no bairro de New Cross, no sul de Londres. Filho de Leonard Bertram Oldman, um soldador e de Kathleen Cheriton, uma empregada doméstica. Gary disse que o seu pai era um alcoólico que abandonou a família quando o ator tinha 7 anos de idade. Pouco dado aos estudos, Gary abandonou a escola aos 16 anos para trabalhar numa loja de desporto. Durante a infância aprendeu a tocar piano e a cantar e tinha ambições de se tornar músico, porém começou a dedicar-se mais à representação depois de ver o trabalho do ator Malcolm McDowell no filme The Raging Moon. Numa entrevista em 1995 disse: "Houve alguma coisa no Malcolm que me prendeu, criou-se uma ligação e eu disse: 'quero fazer aquilo'".
Gary estudou representação na Britain's Rose Brufford Rose Drama College, tendo terminado o curso em 1979. Chegou a ganhar alguns prêmios na década seguinte, exercendo vasta atividade nos palcos londrinos.

## Carreira

### Teatro e primeiros filmes (1979-1990)

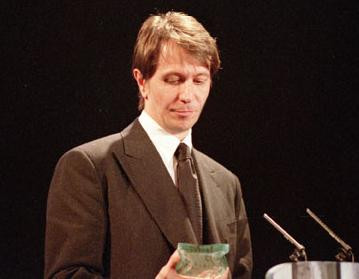
Gary Oldman em 2000.

Gary estudou no Young People's Theatre em Greenwich em meados dos anos 1970 ao mesmo tempo que trabalhava em fábricas, como porteiro num teatro, a vender sapatos e a criar porcos num matadouro. Depois de conseguir uma bolsa de estudos, frequentou a Rose Bruford College no sudeste de Londres, onde concluiu um bacharelato em Representação em 1979. Numa entrevista no The South Bank Show, Oldman revelou que foi o primeiro aluno da sua turma a conseguir trabalho após terminar os estudos, mas afirmou que tal não aconteceu porque era melhor do que os outros, mas antes devido à sua dedicação e insistência.[carece de fontes?]
Antes de entrar na Rose Bruford, Gary tinha-se candidatado à prestigiada Royal Academy of Dramatic Art (RADA), porém foi rejeitado e disseram-lhe que devia procurar outra carreira. Gary estreou-se nos palcos em 1979 no papel de Puss na peça Dick Whittington and His Cat no Theatre Royal em York. A peça também foi apresentada em Colchester e no Citizens Theatre em Glasgow. A ética de trabalho de Oldman e a sua intensidade característica fizeram com que se tornasse num dos atores preferidos do público de Glasgow na década de 1980.
Entre 1980 e 1981, o ator participou em peças como The Massacre at Paris, Desperado Corner, Chinchilla e A Waste of Time. Em 1982, trabalhou durante seis meses no West End com a peça Summit Conference de David MacDonald. Ainda nesse ano, estreou-se no cinema com o filme de Colin Gregg, Remembrance. No ano seguinte conseguiu o seu primeiro papel de protagonista no filme Meantime de Mike Leigh.
Em 1984, estreou a peça The Pope's Wedding, onde Gary foi o protagonista. A peça e o seu desempenho foram bastante elogiados pela crítica e valeram ao ator dois dos prémios mais importantes do teatro britânico: o Fringe Award de Melhor Novo Ator e o Drama Theatre Award de Melhor Ator (Gary partilhou o último com Anthony Hopkins). O sucesso de The Pope's Wedding deu origem a uma colaboração do ator com o Royal Court Theatre, tendo participado em várias peças entre 1984 e 1986. Gary foi ainda membro da Royal Shakespeare Company entre 1985 e 1986.
O realizador de Sid and Nancy, Alex Cox, viu o trabalho de Gary na peça The Pope's Wedding e entrou em contacto com o ator para que este interpretasse o papel de Sid Vicious no filme de 1986. Oldman recusou o papel duas vezes porque, nas suas palavras: "Não estava muito interessado no Sid Vicious, nem no movimento punk. Nunca o tinha seguido. Não era algo que me interessasse. Achei que o guião era banal e 'o que importa' e 'vou-me incomodar para quê' e tudo isso. Tinha o nariz um pouco empinado e pensava: 'bem, o teatro é muito mais superior' e isso". Gary voltou atrás na sua decisão devido ao salário que iria receber e a pedido do seu agente. O seu desempenho chamou a atenção da crítica para sua personalidade. No ano seguinte, encarnou o dramaturgo Joe Orton (assassinado à machadada por seu amante) no filme Prick Up Your Ears, um papel que lhe valeu uma nomeação na categoria de Melhor Ator nos prémios Bafta.

### Sid & Nancye incursão no cinema norte-americano
O papel de Gary em Sid and Nancy lançou a sua carreira e abriu o caminho para o trabalho em Hollywood. O desempenho do ator foi elogiado por muitos, talvez mais notavelmente pelo ex-vocalista dos Sex Pistols, John Lydon, que apesar de questionar a autenticidade de algumas partes do filme, disse o seguinte sobre Gary na sua autobiografia: "O sujeito que interpretou Sid, Gary Oldman, foi muito bom", e mais tarde o chamou de um "ator de sangue bom". Gary Oldman teria perdido peso considerável para o papel e foi brevemente hospitalizado. Seu desempenho foi classificado como 62º nos "100 Maiores Performances de Todos tempos" da revista Premiere e 8º na revista Uncut dentre os "dez melhores atores em papéis de roqueiros", o último descrevendo seu papel como uma leitura "extremamente simpática do punk como uma perdida e confusa criança". Depois de chegar a destaque por sua interpretação de Vicious, Oldman aumentou seu perfil durante o final dos anos 1980 e início de 1990 por papéis em filmes de culto como Criminal Law (onde Gary usou um sotaque norte-americano pela primeira vez, e que foi uma das poucas chances de protagonizar o "herói" de um filme), The Firm, Rosencrantz & Guildenstern Are Dead e State of Grace, com Janet Maslin referindo-se ao seu trabalho como "fenomenal" e Roger Ebert chamando-o de "o melhor jovem britânico ator no momento". Em finais de 1988, ele estrelou com Alan Bates em Muitas Coisas sobre Você e ao lado de Dennis Hopper e Frances McDormand no Chattahoochee (1989). Gary mudou-se para os Estados Unidos no início de 1990, onde vive desde então.

### Sucesso no início dos anos 1990

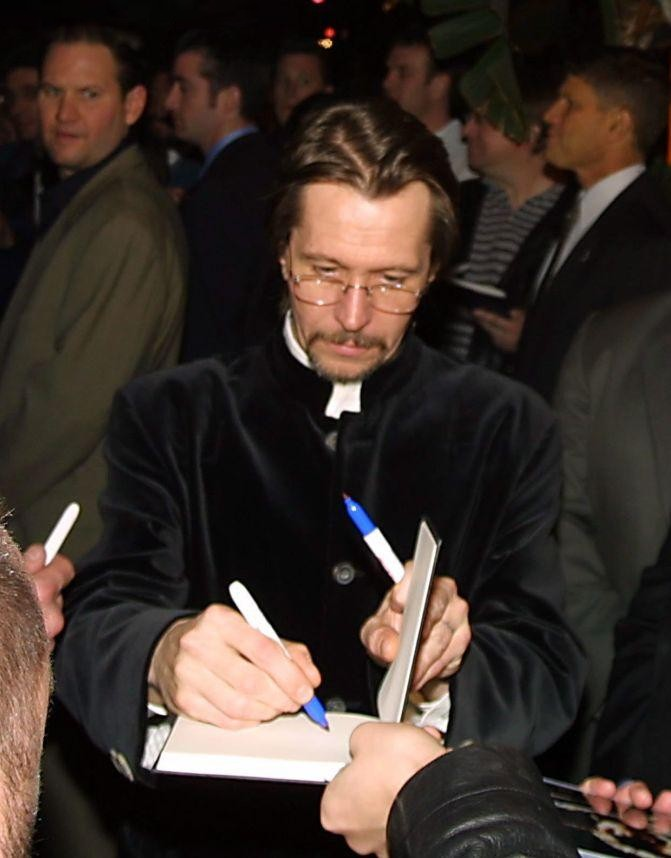
Gary Oldman na première de Harry Potter and the Order of the Phoenix, 2007

Gary Oldman teve o papel de maior destaque da sua carreira na altura, o de Lee Harvey Oswald, o homem que atirou e matou o presidente John Kennedy em JFK. No ano seguinte, ele atuou numa versão romântica e apaixonada do Conde Drácula na versão de Francis Ford Coppola, Bram Stoker's Dracula. A adaptação cinematográfica do livro de sucesso comercial de Bram Stoker (1897), foi um grande blockbuster de bilheteria mundial, e gerou várias mercadorias e jogos de videogame. O desempenho de Gary é considerado por muitos como um marco do gênero horror e foi reconhecido pela Academy of Science Fiction, Fantasy & Horror Films como a melhor performance masculina de 1992, que atribuiu a Gary o prêmio de melhor ator. O filme estabeleceu Gary como um dos melhores vilões no cinema: mais tarde, ele interpretaria um cafetão violento em True Romance (1993), um agente do DEA corrupto em Léon (1994), um sádico guarda de prisão em Murder in the First (1995) e um tirano futurista em The Fifth Element (1997). Gary também interpretou o compositor Ludwig van Beethoven em Immortal Beloved, e o terrorista russo Ivan Korshunov no blockbuster Air Force One de 1997. Interpretou ainda o diabo em 1994, no videoclipe dos Guns N' Roses, Since I Don't Have You. Em 1993 foi membro do júri do Festival de Cannes.
Em 2000, Gary contracenou com Jeff Bridges no papel do congressista republicano Sheldon Runyon em The Contender, onde também trabalhou como produtor. Gary recebeu uma nomeação para os Screen Actors Guild Awards pelo seu desempenho no filme. Em 2001, contracenou com Anthony Hopkins em Hannibal no papel de Mason Verger, a única vítima sobrevivente de Hannibal Lecter. Segundo relatos, Oldman passava seis horas por dia na maquilhagem para criar o aspeto desfigurado da sua personagem. Esta foi a segunda vez que Oldman trabalhou com Hopkins, um amigo com quem já tinha trabalhado em Bram Stoker's Dracula.
Em maio de 2001, Oldman participou no episódio de duas partes "The One With Chandler and Monica's Wedding" da sitcom Friends no papel de um ator pedante que entra em conflito com a personagem de Joey. O papel valeu-lhe uma nomeação para os prémios Emmy.

### 2004 - 2012: Papéis emfranchisingse reconhecimento

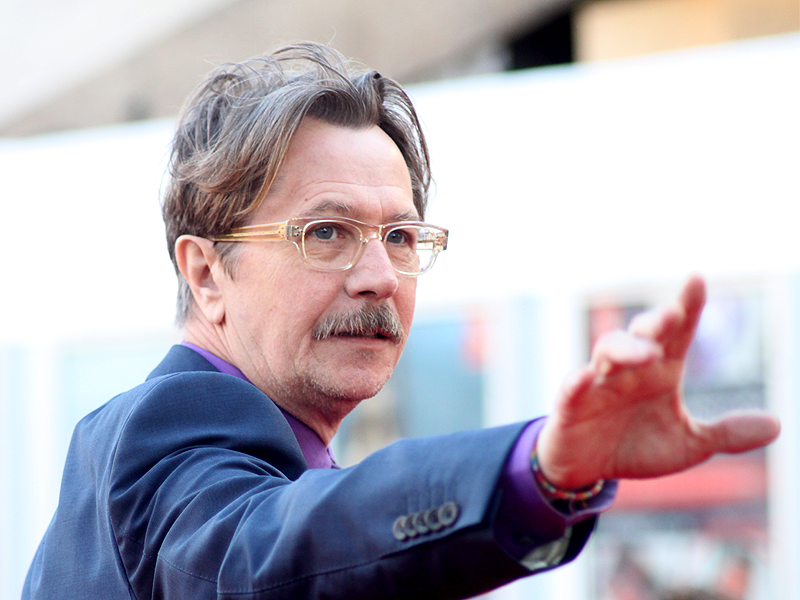
Gary Oldman na estreia do filme Tinker Tailor Soldier Spy em 2011.

Após a sua participação em Friends, Gary não teve papéis de destaque até 2004, ano em que estreou o filme Harry Potter and the Prisoner of Azkaban. No filme, Gary interpreta o papel de Sirius Black, o padrinho da personagem Harry Potter. Gary retomou o papel em mais três filmes da série: Harry Potter and the Goblet of Fire (2005), Harry Potter and the Order of the Phoenix (2007) e Harry Potter and the Deathly Hallows Part 2 (2011).
Logo após conseguir um papel na saga Harry Potter, Gary foi escolhido para interpretar o papel de James Gordon noutra saga cinematográfica de grande sucesso: a trilogia The Dark Knight de Christopher Nolan. Oldman participa nos três filmes da saga: Batman Begins (2005), The Dark Knight (2008) e The Dark Knight Rises (2012). Numa crítica ao filme The Dark Knight, o crítico de cinema Mark Kermode escreveu sobre o trabalho do ator: "o melhor desempenho do filme é, de longe, o de Gary Oldman (...) seria ótimo vê-lo a ele a conseguir uma nomeação [para os Óscares] porque na verdade é ele quem acaba por ser ignorado no meio disto tudo".
Em 2009, contracenou com Jim Carrey numa versão animada de A Christmas Carol, onde interpretou três papéis. Ainda nesse ano, protagonizou o thriller sobrenatural The Unborn. No ano seguinte, contracenou com Denzel Washington em The Book of Eli e foi um dos protagonistas de uma readaptação mais sombria do conto Capuchinho Vermelho, Red Riding Hood. O ator fez a voz do vilão Lord Shen em Kung Fu Panda 2, papel que lhe valeu uma nomeação para os Annie Awards.
Gary Oldman foi bastante elogiado pelo seu papel de George Smiley no filme Tinker Tailor Soldier Spy, uma adaptação do romance homónimo de John le Carré que estreou em 2011. O papel valeu-lhe a sua primeira (e muito aguardada) nomeação para os Óscares e a sua segunda nomeação na categoria de Melhor Ator para os prémios BAFTA. Além disso, o seu desempenho foi considerado um dos melhores de 2011 pelas revistas Screened e W Magazine. Em preparação para o papel, Gary Oldman engordou sete quilos, nas palavras do próprio "para ganhar uma barriguinha de meia-idade". Oldman viu ainda o trabalho de Alec Guinness na primeira adaptação ao ecrã do romance e visitou o seu autor, John le Carré: "A forma como ele tocou na camisa, falou e tudo o mais, observei tudo isso e usei-o. Espero que ele não se importe, mas o Smiley está no ADN dele".
Em 2012, Gary interpretou o papel do gangster Floyd Banner no filme Lawless, onde contracenou com Tom Hardy, Shia LaBeouf e Jessica Chastain. Em 2013, fez o papel de Nicholas Wyatt, um CEO implacável em Paranoia. Harrison Ford e Liam Hemsworth completam o elenco. Em 7 de Maio de 2013, foi lançado o videoclipe da canção “The Next Day” de David Bowie, que conta com a participação de Oldman e Marion Cotillard, colegas de elenco no filme Batman - O Cavaleiro das Trevas Ressurge. O clipe gerou polêmica e foi banido em alguns países por explorar dramaticamente dogmas e símbolos do catolicismo.

### Papéis recentes

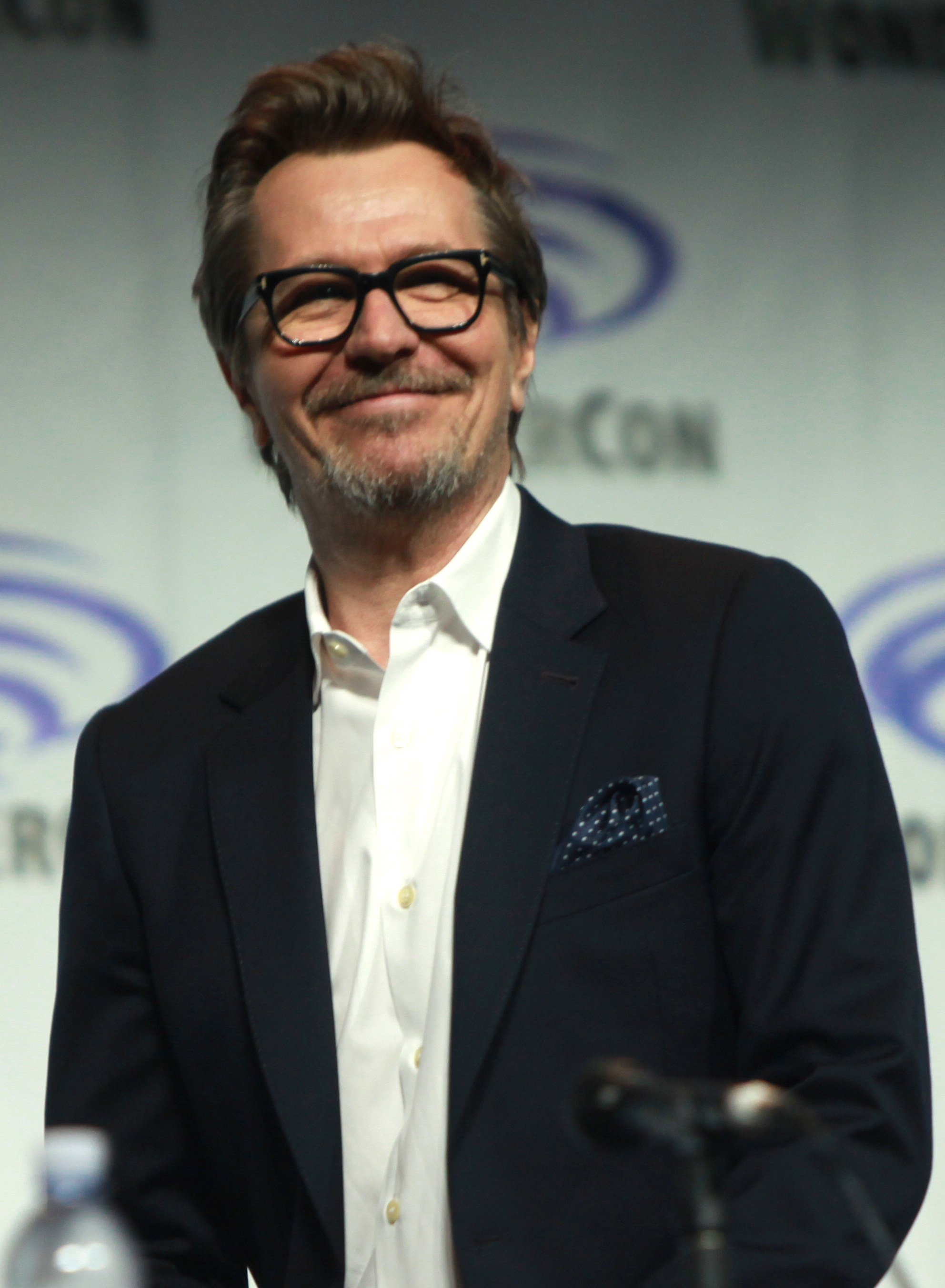
Gary Oldman em 2014.

Em 2014, Hary participou no reboot de RoboCop no papel de Norton, o cientista que cria o RoboCop. Ainda nesse ano foi um dos protagonistas de Dawn of the Planet of the Apes com Jason Clarke e Keri Russell. No ano seguinte, interpretou o chefe de polícia que investiga a personagem de Tom Hardy em Child 44, onde também participam Noomi Rapace e Joel Kinnaman. Apesar do forte elenco, o filme foi um fracasso de bilheteira e com a crítica, tendo atualmente uma avaliação de 25% no site Rotten Tomatoes. No mesmo ano teve um papel secundário no thriller pós-apocalíptico Man Down. Em 2016, interpretou um líder da CIA em Criminal, onde contracenou com Kevin Costner, Tommy Lee Jones, Ryan Reynolds, Alice Eve e Gal Gadot. Em 2017, foi um dos protagonistas de The Space Between Us com Asa Butterfield e interpretou o vilão na comédia The Hitman's Bodyguard, protagonizada por Ryan Reynolds e Samuel L. Jackson.
Ainda em 2017, estreou o filme Darkest Hour, onde Gary Oldman interpreta o papel do primeiro-ministro britânico Winston Churchill. Para encarnar a pele de Churchill, o ator passou mais de 200 horas na maquilhagem e foram usados seis quilos de borracha de silicone no processo. Foram gastos ainda 20 mil dólares em charutos que provocaram envenenamento por nicotina ao ator. Tanto o filme como o desempenho de Gary Oldman foram aclamados pela crítica e o ator venceu os principais prémios da indústria cinematográfica, incluindo o primeiro Óscar da sua carreira.
Em 2018, Oldman fez a voz de uma inteligência artificial maléfica no filme independente da Netflix, Tau, e protagonizou o filme Hunter Killer com Gerard Butler. Em 2019, protagonizou o filme de terror Mary, dirigido por Michael Goi e foi um dos protagonistas de The Laundromat, um filme da Netflix sobre o escândalo dos Panama Papers. O filme, realizado por Steven Soderbergh e com com Meryl Streep e Antonio Banderas no elenco, teve críticas mistas.

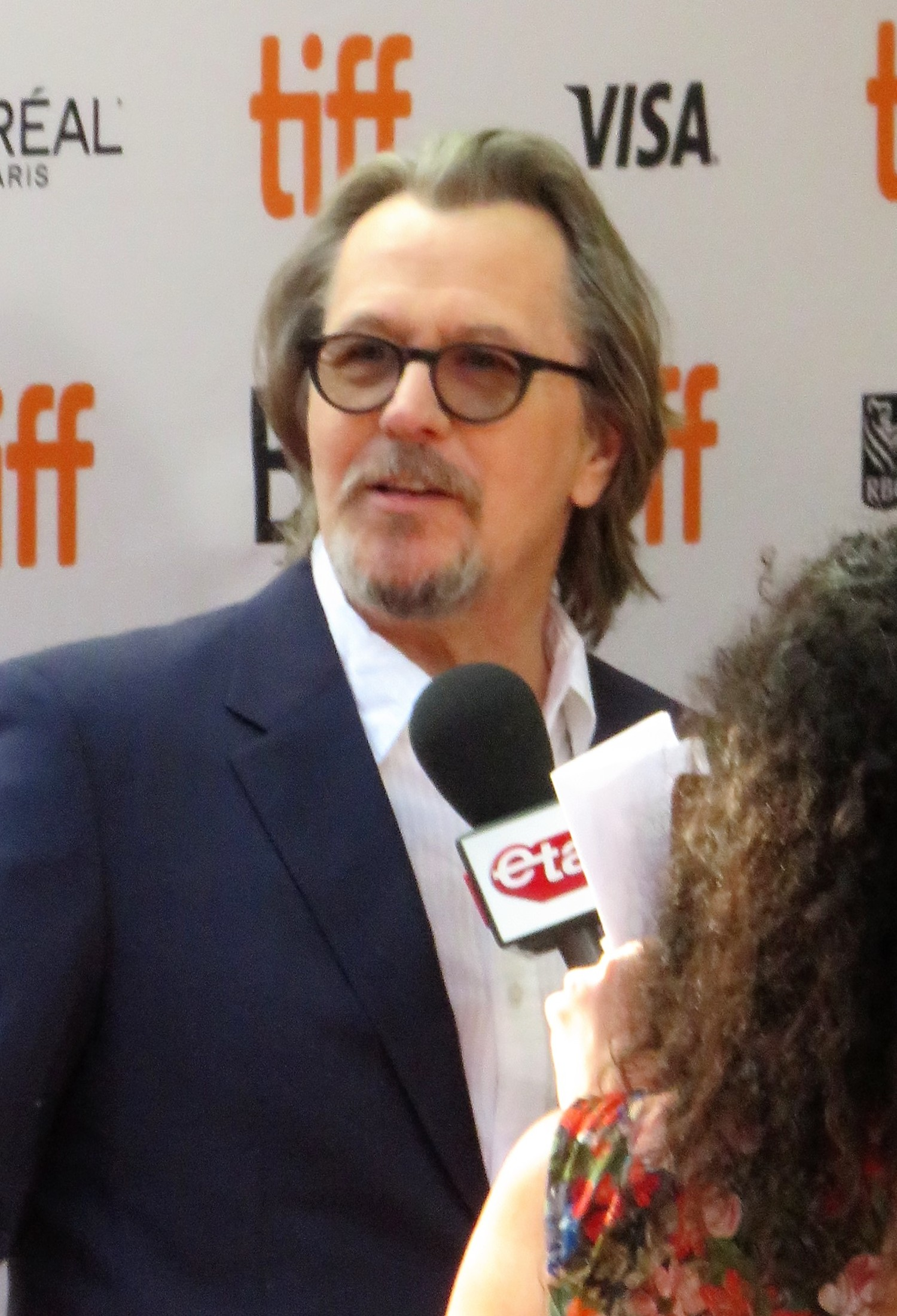
Gary Oldman na estreia de The Laundromat no Festival de Cinema de Toronto em 2019

Em 2020, Gary Oldman protagonizou The Woman in the Window com Amy Adams, projeto que o reuniu com o realizador de Darkest Hour, Joe Wright. Protagonizou ainda o thriller The Courier, com Olga Kurylenko, Crisis com Armie Hammer e interpretou um assassino contratado em The Bayou, com Dylan O'Brien.
Porém, o seu filme de maior destaque desse ano foi Mank do realizador David Fincher e que Gary protagonizou no papel do argumentista Herman J. Mankiewicz. O filme biográfico e filmado a preto e branco segue a história do desenvolvimento tumultuoso do argumento do filme Citizen Kane de Orson Welles. Após ser exibido em alguns cinemas em meados de novembro de 2020, o filme foi lançado na Netflix a 4 de dezembro e recebeu críticas positivas, tendo atualmente uma pontuação de 83% no site Rotten Tomatoes. Foi ainda um dos filmes de maior destaque nas cerimónias de prémios do cinema de 2021 tendo, entre outas, conseguido 10 nomeações para os Óscares, incluindo na categoria de Melhor Filme e a terceira nomeação de Gary Oldman na categoria de Melhor Ator.
Em 2021, voltou a interpretar o papel de Vladislav Dukhovic na comédia Hitman's Wife's Bodyguard.
Em 2022, Gary estreou-se como protagonista de uma série de televisão com Slow Horses, uma série de espionagem exibida pelo serviço de streaming Apple TV+. Na série, Gary interpreta o papel de Jackson Lamb, um espião do MI5 que se vê relegado a liderar uma equipa de espiões considerados demasiado incompetentes para as operações mais exigentes dos serviços secretos. Slow Horses foi bastante elogiada pela crítica e valeu a Gary nomeações para os prémios BAFTA e Globos de Ouro. Gary disse que está a pensar reformar-se quando a série terminar.
Em 2023, Gary participou no programa Harry Potter 20th Anniversary: Return to Hogwarts, que reuniu o elenco dos filmes para marcar o 20.º aniversário da sua estreia no cinema. No mesmo ano, fez uma pequena participação no filme Oppenheimer de Christopher Nolan, onde interpretou o papel do presidente Harry Truman. Em agosto de 2023, Gary confirmou que teria um pequeno papel no próximo filme de Paolo Sorrentino, que é descrito como "uma carta de amor a Nápoles".

### Outros trabalhos
Em 1997, Oldman realizou, produziu e escreveu o filme Nil by Mouth, um filme baseado em parte na sua infância. Nil by Mouth venceu dois prémios BAFTA (Melhor Filme Britânico e Melhor Argumento), entre outros prémios. Em 1999, a British Academy of Film and Television Arts considerou Nil by Mouth um dos melhores filmes britânicos do século XX e a revista Time Out colocou-o na 21ª posição da sua lista dos 100 melhores filmes britânicos de sempre.
Em setembro de 2006, a Nokia Nseries lançou uma curta-metragem realizada por Oldman intitulada Donut. A curta foi filmada num Nokia N93 para promover o telemóvel. Em 2011, Oldman realizou o videoclip do primeiro single de Alex Eden, "Kiss Me Like the Woman You Loved".
Oldman também se dedica à música desde criança. Profissionalmente, cantou em várias faixas da banda sonora do filme Sid and Nancy, onde colaborou com o baixista dos Sex Pistols, Glen Matlock. Oldman voltou a cantar e tocou piano ao vivo no filme de 1988, Track 29. Ensinou ainda o ator Daniel Radcliffe a tocar baixo. O ator foi amigo de longa data do cantor David Bowie e chegou a trabalhar com ele no álbum de Reeves Gabriels, The Sacred Squall of Now, cantando a música "You've Been Around". Oldman prestou homenagem a David Bowie nos Brit Awards em 2016 com um discurso e aceitou o "Prémio Ícone" do cantor em nome deste e da sua família.
Oldman também trabalhou como produtor de música numa atuação ao vivo do ex-membro dos White Stripes, Jack White, em colaboração com o Vevo e o YouTube.

## Vida pessoal
Depois de se estabelecer como ator, Oldman mudou-se para Los Angeles no início da década de 1990. Apesar de ter interpretado vários papéis de protagonista e secundários em filmes de grande destaque de Hollywood, o ator mantém a sua vida pessoal bastante privada e é conhecido pela sua aversão à cultura das celebridades e dos ideiais de Hollywood: "Ser famoso é uma carreira à parte e eu não tenho energia para isso".
O ator teve problemas com o álcool no início dos anos 1990 e chegou a fazer um tratamento em 1995. Desde então, Oldman considera-se um alcoólico em recuperação, atribuída a reuniões de Alcoólicos Anónimos, tendo elogiado a organização em público.

### Casamentos e família
A vida de Oldman oferece um paradoxo: ao mesmo tempo que aparece no cinema na pele de vários personagens sinistros, na vida pessoal dizem que tem sido um sedutor. Muitas mulheres famosas e bonitas (como Isabella Rossellini, Uma Thurman e Winona Ryder, que desmente) se envolveram com ele.
Ele foi casado quatro vezes. Nos anos 1980 com Lesley Manville, com quem tem um filho, Alfie Oldman, nascido em 1989. Gary deixou Lesley três meses após o nascimento do filho. Entre 1990 e 1992 foi casado com Uma Thurman, que conheceu na rodagem do filme State of Grace. Em 1997 se casou com Donya Fiorentino e se divorciou em 2001. Após uma longa investigação estatal e processo legal, no qual Florentino acusou Oldman de agressões e abuso de droga (acusações que o ator negou), Oldman conseguiu a custódia total dos dois filhos do casal.
Em dezembro de 2008 ele se casou com a cantora britânica Alexandra Edenborough numa cerimônia secreta em Santa Barbara, Califórnia. Alexandra pediu o divórcio em janeiro de 2015. Em agosto de 2017, Gary casou-se com a sua quinta mulher: a escritora e curadora de arte Gisele Schmidt numa cerimónia privada em casa do seu agente, Douglas Urbanski.

## Filmografia

### Cinema
| Ano  | Filme                                         | Papel                              | Título em português e obs.                                                                                               |
| ---- | --------------------------------------------- | ---------------------------------- | --- |
| 1982 | Remembrance                                   | Daniel                             | |
| 1983 | Meantime                                      | Coxy                               | |
| 1985 | Honest, Decent & True                         | Derek Bates                        | |
| 1986 | Sid and Nancy                                 | Sid Vicious                        | br: Sid & Nancy - O Amor Mata pt: Sid e Nancy                                                                            |
| 1987 | Prick Up Your Ears                            | Joe Orton                          | br: O Amor Não Tem Sexo pt: Vidas em Fúria                                                                               |
| 1988 | Track 29                                      | Martin                             | br: Track 29 - Passatempo Mortal pt: Armadilha Sentimental                                                               |
| 1988 | We Think the World of You                     | Johnny                             | |
| 1989 | Criminal Law                                  | Ben Chase                          | br: Inocente ou Culpado? pt: Assassinato à Chuva                                                                         |
| 1989 | Chattahoochee                                 | Emmett Foley                       | br: Chattahoochee |
| 1989 | The Firm                                      | Clive "Bex" Bissel                 | |
| 1990 | Rosencrantz & Guildenstern Are Dead           | Rosencrantz                        | br: Rosencrantz & Guildenstern Estão Mortos pt: Eles Morreram                                                            |
| 1990 | State of Grace                                | Jackie Flannery                    | br: Um Tiro de Misericórdia pt: Anjos Caídos                                                                             |
| 1990 | Henry & June                                  | Pop                                | br/pt: Henry e June Creditado como Maurice Escargot                                                                      |
| 1991 | JFK                                           | Lee Harvey Oswald                  | br: JFK - A Pergunta que Não Quer Calar pt: JFK                                                                          |
| 1992 | Bram Stoker's Dracula                         | Conde Dracula                      | br/pt: Drácula de Bram Stoker                                                                                            |
| 1993 | True Romance                                  | Drexl Spivey                       | br/pt: Amor à Queima-Roupa                                                                                               |
| 1993 | Romeo Is Bleeding                             | Jack Grimaldi                      | br: O Sangue de Romeo pt: Submundo                                                                                       |
| 1994 | Léon                                          | Norman Stansfield                  | br: O Profissional pt: Léon, o Profissional                                                                              |
| 1994 | Immortal Beloved                              | Ludwig van Beethoven               | br: Minha Amada Imortal pt: Paixão Imortal                                                                               |
| 1995 | Murder in the First                           | Milton Glenn                       | br: Assassinato em Primeiro Grau pt: O Condenado de Alcatraz                                                             |
| 1995 | The Scarlet Letter                            | Rev. Arthur Dimmesdale             | br: A Letra Escarlate pt: Adultério                                                                                      |
| 1996 | Basquiat                                      | Albert Milo                        | br: Basquiat - Traços de Uma Vida pt: Basquiat                                                                           |
| 1997 | The Fifth Element                             | Jean-Baptiste Emanuel Zorg         | br/pt: O 5º Elemento |
| 1997 | Air Force One                                 | Egor Korshunov                     | br/pt: Força Aérea Um |
| 1997 | Nil by Mouth                                  | —                                  | br: Violento e Profano Escreveu e realizou BAFTA de Melhor Filme Britânico e Melhor Argumento Nomeado para Palma de Ouro |
| 1998 | Lost in Space                                 | Dr. Zachary Smith                  | br: Perdidos no Espaço - O Filme pt: Perdidos no Espaço                                                                  |
| 1998 | Quest for Camelot                             | Sir Ruber                          | br: A Espada Mágica - A Lenda de Camelot pt: A Espada Mágica Voz                                                         |
| 2000 | The Contender                                 | Rep. Sheldon Runyon                | br: A Conspiração pt: O Jogo do Poder Também foi produtor executivo                                                      |
| 2000 | Monsignor Renard                              |                                    | Sem crédito |
| 2001 | Nobody's Baby                                 | Buford Hill                        | br: Dois Picaretas e um Bebê pt: Polícias, Ladrões e Bebés Também foi produtor                                           |
| 2001 | Hannibal                                      | Mason Verger                       | br/pt: Hannibal Sem crédito                                                                                              |
| 2002 | Interstate 60                                 | O. W. Grant                        | br: Viagem sem Destino pt: Estrada 60                                                                                    |
| 2002 | The Hire: Beat the Devil                      | The Devil                          | Curta-metragem |
| 2003 | Tiptoes                                       | Rolfe                              | br: Na Ponta dos Pés |
| 2003 | Sin                                           | Charlie Strom                      | br: Pecados do Passado pt: Pecado                                                                                        |
| 2004 | Harry Potter and the Prisoner of Azkaban      | Sirius Black / Padfoot             | br/pt: Harry Potter e o Prisioneiro de Azkaban                                                                           |
| 2004 | Who's Kyle?                                   | Scouse                             | Curta-metragem |
| 2005 | Batman Begins                                 | Jim Gordon                         | br: Batman Begins pt: Batman - O Início                                                                                  |
| 2005 | Harry Potter and the Goblet of Fire           | Sirius Black / Padfoot             | br/pt: Harry Potter e o Cálice de Fogo                                                                                   |
| 2005 | Dead Fish                                     | Lynch                              | br: Dead Fish - Um Dia de Cão pt: Tiros Certeiros                                                                        |
| 2006 | The Backwoods                                 | Paul                               | br: Bosque das Sombras pt: O Bosque das Sombras                                                                          |
| 2007 | Harry Potter and the Order of the Phoenix     | Sirius Black / Padfoot             | br: Harry Potter e a Ordem da Fênix pt: Harry Potter e a Ordem da Fénix                                                  |
| 2008 | The Dark Knight                               | Jim Gordon                         | br: Batman: O Cavaleiro das Trevas pt: O Cavaleiro das Trevas                                                            |
| 2009 | The Unborn                                    | Rabbi Joseph Sendak                | br: Alma Perdida pt: Espírito do Mal                                                                                     |
| 2009 | Rain Fall                                     | William Holtzer                    | br: Tiros Cruzados |
| 2009 | A Christmas Carol                             | Tiny Tim/Bob Cratchit/Jacob Marley | br: Os Fantasmas de Scrooge pt: Um Conto de Natal Voz                                                                    |
| 2009 | Planet 51                                     | General Grawl                      | br/pt: Planeta 51 Voz |
| 2010 | The Book of Eli                               | Carnegie                           | br/pt: O Livro de Eli |
| 2010 | Countdown to Zero                             | Narrador                           | Prólogo |
| 2010 | One Night in Turin                            | Narrador                           | |
| 2011 | Red Riding Hood                               | Father Solomon                     | br: A Garota da Capa Vermelha pt: A Rapariga do Capuz Vermelho                                                           |
| 2011 | Kung Fu Panda 2                               | Lord Shen                          | br: Kung Fu Panda 2 pt: O Panda do Kung Fu 2 Voz                                                                         |
| 2011 | Harry Potter and the Deathly Hallows – Part 2 | Sirius Black                       | br: Harry Potter e as Relíquias da Morte - Parte 2 pt: Harry Potter e os Talismãs da Morte - Parte 2                     |
| 2011 | Tinker Tailor Soldier Spy                     | George Smiley                      | br: O Espião que Sabia Demais pt: A Toupeira Nomeado para o Óscar de Melhor Ator Principal                               |
| 2011 | Guns, Girls and Gambling                      | Elvis                              | br: Tiros, Garotas e Trapaças                                                                                            |
| 2012 | The Dark Knight Rises                         | Jim Gordon                         | br: Batman: O Cavaleiro das Trevas Ressurge pt: O Cavaleiro das Trevas Renasce                                           |
| 2012 | Lawless                                       | Floyd Banner                       | br: Os Infratores pt: Dos Homens Sem Lei                                                                                 |
| 2013 | Paranoia                                      | Nicolas Wyatt                      | br/pt: Paranóia |
| 2014 | RoboCop                                       | Dr. Dennett Norton                 | br/pt: RoboCop |
| 2014 | Dawn of the Planet of the Apes                | Dreyfus                            | br: Planeta dos Macacos: O Confronto pt: Planeta dos Macacos: A Revolta                                                  |
| 2015 | Child 44                                      | Timur Nestorov                     | br: Crimes Ocultos pt: A Criança nº44                                                                                    |
| 2016 | Man Down                                      | Captain Peyton                     | |
| 2016 | Criminal                                      | Quaker Wells                       | br: Mente Criminosa pt: Criminoso                                                                                        |
| 2017 | The Space Between Us                          | Nathaniel Shepherd                 | br: O Espaço Entre Nós pt: O Espaço Que Nos Une                                                                          |
| 2017 | The Hitman's Bodyguard                        | Vladislav Dukhovich                | br: Dupla Explosiva pt: O Guarda-Costas e o Assassino                                                                    |
| 2017 | Darkest Hour                                  | Winston Churchill                  | br: O Destino de uma Nação pt: A Hora Mais Negra                                                                         |
| 2018 | Hunter Killer                                 | CJCS Charles Donnegan              | br: Fúria em Alto Mar pt: Hunter Killer                                                                                  |
| 2018 | Tau                                           | Tau                                | Voz |
| 2019 | The Laundromat                                | Jürgen Mossack                     | br: A Lavanderia pt: Laundromat: O Escândalo dos Papéis do Panamá                                                        |
| 2019 | Mary                                          | David                              | br: A Possessão de Mary                                                                                                  |
| 2019 | Killers Anonymous                             | The Man                            | br: Assassinos Anônimos                                                                                                  |
| 2019 | The Courier                                   | Ezekiel Mannings                   | br: The Courier pt: Correio de Alto Risco                                                                                |
| 2020 | Mank                                          | Herman Mankiewicz                  | br/pt: Mank |
| 2021 | Crisis                                        | Dr. Tyrone Brower                  | br: Crise pt: Crisis |
| 2021 | The Woman in the Window                       | Alistair Russell                   | br: A Mulher na Janela pt: A Mulher à Janela                                                                             |
| 2021 | Hitman's Wife's Bodyguard                     | Vladislav Dukhovic                 | br: Dupla Explosiva 2: E a Primeira-Dama do Crime pt: O Guarda-Costas e a Mulher do Assassino                            |
| 2023 | Oppenheimer                                   | Harry S. Truman                    | br/pt: Oppenheimer |
| 2024 | Parthenope                                    | John Cheever                       | br: Parthenope - Os Amores de Nápoles pt: Parthenope                                                                     |

### Televisão
| Ano             | Título             | Papel               | Notas                                                  |
| --------------- | ------------------ | ------------------- | ------------------------------------------------------ |
| 1984            | Dramarama          | Ben                 | Episódio: "On Your Tod"                                |
| 1984            | Morgan's Boy       | Colin               |                                                        |
| 1985            | Summer Season      | Gary                | Episódio: "Rachel and the Roarettes"                   |
| 1989            | The Firm           | Clive "Bex" Bissell | Telefilme                                              |
| 1991            | Heading Home       | Ian Tyson           | Telefilme                                              |
| 1993            | Fallen Angels      | Pat Keiley          | Episódio: "Dead End for Delia"                         |
| 1999            | Tracey Takes On... | Hairdresser         | Episódio: "Hair"                                       |
| 1999            | Jesus              | Pôncio Pilatos      | Telefilme                                              |
| 2001            | Friends            | Richard Crosby      | Episódio: "The One with Monica and Chandler's Wedding" |
| 2002            | Greg the Bunny     | Ele próprio         | Episódio: "Piddler on the Roof"                        |
| 2022 - presente | Slow Horses        | Jackson Lamb        | Protagonista                                           |

### Videoclipes
| Ano  | Música                             | Artista               | Notas      |
| ---- | ---------------------------------- | --------------------- | ---------- |
| 1993 | "Since I Don't Have You"           | Guns N' Roses         |            |
| 2009 | "Red Rover"                        | Chutzpah              | Realizador |
| 2011 | "Kiss Me Like the Woman You Loved" | Alexandra Edenborough | Realizador |
| 2013 | "The Next Day"                     | David Bowie           |            |

### Jogos
| Ano  | Título                                  | Papel                                         | Notas                              |
| ---- | --------------------------------------- | --------------------------------------------- | ---------------------------------- |
| 1993 | Bram Stoker's Dracula                   | Count Dracula                                 |                                    |
| 1998 | The Fifth Element                       | Jean-Baptiste Emmanuel Zorg                   |                                    |
| 2003 | Medal of Honor: Allied Assault          | Sgt. Jack Barnes                              |                                    |
| 2003 | True Crime: Streets of LA               | Rasputin "Rocky" Kuznetskov / Agent Masterson |                                    |
| 2006 | The Legend of Spyro: A New Beginning    | Ignitus                                       |                                    |
| 2007 | The Legend of Spyro: The Eternal Night  | Ignitus                                       |                                    |
| 2008 | The Legend of Spyro: Dawn of the Dragon | Ignitus                                       |                                    |
| 2008 | Call of Duty: World at War              | Sgt. Viktor Reznov                            |                                    |
| 2010 | Call of Duty: Black Ops                 | Captain. Viktor Reznov / Dr. Daniel Clarke    | Voice lines reused in Black Ops II |
| 2015 | Lego Dimensions                         | Lord Vortech                                  |                                    |
| 2016 | Squadron 42                             | Admiral Bishop                                |                                    |

## Prêmios e indicações (incompleto)
| Ano  | Group                                     | Prêmio | Filme/Show                                   | Resultado |
| ---- | ----------------------------------------- | --- | -------------------------------------------- | --------- |
| 1987 | Evening Standard British Film Awards      | Novato Mais Promissor                                                                                         | Sid and Nancy                                | Venceu    |
| 1987 | BAFTA Awards                              | Melhor Ator                                                                                                   | Prick Up Your Ears                           | Indicado  |
| 1988 | London Film Critics Circle                | ALFS Award de Ator do Ano                                                                                     | Sid and Nancy                                | Venceu    |
| 1990 | Independent Spirit Award                  | Melhor Ator                                                                                                   | Rosencrantz & Guildenstern Are Dead          | Indicado  |
| 1992 | Saturn Awards                             | Melhor Ator                                                                                                   | Dracula                                      | Venceu    |
| 1993 | MTV Movie Awards                          | Melhor Beijo (dividido com Winona Ryder)                                                                      | Dracula                                      | Indicado  |
| 1995 | Golden Raspberry Awards                   | Pior Casal na Tela (dividido com Demi Moore)                                                                  | The Scarlet Letter                           | Indicado  |
| 1997 | BAFTA Awards                              | Melhor Filme                                                                                                  | Nil by Mouth                                 | Venceu    |
| 1997 | BAFTA Awards                              | Melhor Roteiro                                                                                                | Nil by Mouth                                 | Venceu    |
| 1997 | British Independent Film Awards           | Melhor Diretor Britânico de Filme Independente                                                                | Nil by Mouth                                 | Venceu    |
| 1997 | British Independent Film Awards           | Melhor Roteiro Original de um Roteirista Britânico de Filme Independente                                      | Nil by Mouth                                 | Indicado  |
| 1997 | Festival de Edimburgo                     | Channel 4 Director's Award                                                                                    | Nil by Mouth                                 | Venceu    |
| 1997 | Festival de Cannes                        | Palme d'Or | Nil by Mouth                                 | Indicado  |
| 1998 | Empire Awards                             | Best Debut | Nil by Mouth                                 | Venceu    |
| 1998 | Blockbuster Entertainment Awards          | Ator Coadjuvante Favorito – Ação/Aventura                                                                     | Air Force One                                | Indicado  |
| 1998 | MTV Movie Awards                          | Melhor Luta (dividido com Harrison Ford)                                                                      | Air Force One                                | Indicado  |
| 1998 | MTV Movie Awards                          | Melhor Vilão                                                                                                  | Air Force One                                | Indicado  |
| 1999 | Saturn Awards                             | Melhor Ator Coadjuvante                                                                                       | Lost in Space                                | Indicado  |
| 2001 | Broadcast Film Critics Association Awards | Alan J. Pakula Award                                                                                          | The Contender                                | Venceu    |
| 2001 | Independent Spirit Award                  | Melhor Ator Coadjuvante                                                                                       | The Contender                                | Indicado  |
| 2001 | Screen Actors Guild Awards                | Melhor Ator Coadjuvante                                                                                       | The Contender                                | Indicado  |
| 2001 | Emmy Awards                               | Outstanding Guest Actor in a Comedy Series                                                                    | Friends                                      | Indicado  |
| 2001 | USA Film Festival                         | Master Screen Artist Tribute Award                                                                            |                                              | Venceu    |
| 2003 | DVD Exclusive Awards                      | Melhor Ator Coadjuvante                                                                                       | Interstate 60                                | Indicado  |
| 2005 | Saturn Awards                             | Melhor Ator Coadjuvante                                                                                       | Harry Potter and the Prisoner of Azkaban     | Indicado  |
| 2008 | Scream Awards                             | Melhor Ator Coadjuvante                                                                                       | Batman - O Cavaleiro das Trevas              | Venceu    |
| 2009 | People's Choice Awards                    | Melhor Elenco (Christian Bale, Heath Ledger, Michael Caine, Morgan Freeman, Aaron Eckhart, Maggie Gyllenhaal) | Batman - O Cavaleiro das Trevas              | Venceu    |
| 2011 | Empire Awards                             | Film Icon |                                              | Venceu    |
| 2011 | Scream Awards                             | Melhor Elenco                                                                                                 | Harry Potter and the Deathly Hallows: Part 2 | Indicado  |
| 2011 | British Independent Film Awards           | Melhor Ator                                                                                                   | O Espião Que Sabia Demais                    | Indicado  |
| 2011 | San Francisco Film Critics Circle         | Melhor Ator                                                                                                   | O Espião Que Sabia Demais                    | Venceu    |
| 2011 | London Film Critics Circle                | Ator do Ano e Ator Britânico do Ano                                                                           | O Espião Que Sabia Demais                    | Indicado  |
| 2011 | BAFTA Awards                              | Melhor Ator                                                                                                   | O Espião Que Sabia Demais                    | Indicado  |
| 2011 | Oscar                                     | Melhor Ator                                                                                                   | O Espião Que Sabia Demais                    | Indicado  |
| 2018 | Oscar                                     | Melhor Ator                                                                                                   | Darkest Hour (filme)                         | Venceu    |